# Mondragon (zadruga)
Mondragon Corporation je korporacija i federacija radničkih zadruga sa sjedištem u Baskiji, Španjolska. Nastala je u gradu Mondragón (Arrasate) 1956. godine a osnovali su ju diplomanti lokalnog tehničkog fakulteta. Njihov prvi proizvod bile su parafinske grijalice. To je deseta po veličini španjolska tvrtka u smislu prometa imovine i vodeća poslovna grupacija u Baskiji. Na kraju 2013. godine 74.061 ljudi je bilo zaposleno u 257 tvrtki i organizacija u četiri područja djelatnosti: financije, industrija, maloprodaja i obrazovanje.
Mondragon zadruge djeluju u skladu s Izjavom o zadružnom identitetu koju održava Međunarodni savez zadruga.

## Vanjske poveznice
- http://www.mondragon-corporation.com/  Arhivirana inačica izvorne stranice od 13. kolovoza 2021. (Wayback Machine)